# Margarodes gimenezi
Margarodes gimenezi är en insektsart som beskrevs av Podtiaguin 1941. Margarodes gimenezi ingår i släktet Margarodes och familjen pärlsköldlöss.
Artens utbredningsområde är Paraguay. Inga underarter finns listade i Catalogue of Life.